# Kathrin Zettel
Kathrin Zettel (Scheibbs, 5 augustus 1986) is een Oostenrijkse alpineskiester. Ze vertegenwoordigde haar vaderland op de Olympische Winterspelen 2006 in Turijn, op de Olympische Winterspelen 2010 in Vancouver en op de Olympische Winterspelen 2014 in Sotsji.

## Carrière
Zettels eerste grote succes vierde ze in februari 2004, toen ze bij de wereldkampioenschappen voor junioren in Maribor eerste werd op de slalom en tweede op de combinatie. Een maand later maakte ze haar wereldbekerdebuut. Het volgende jaar werd ze bij de wereldkampioenschappen voor junioren in Bardonecchia eerste op de combinatie en tweede op de slalom.
Bij de wereldkampioenschappen van 2005 in Santa Caterina werd ze vierde op de slalom en zesde op de combinatie. Op de laatste dag won ze samen met haar team de zilveren medaille in de landenwedstrijd. Bij de Olympische Winterspelen van 2006 belandde ze met een vierde plaats op de combinatie net buiten het podium.
Op 25 november 2006 won ze op de reuzenslalom van Aspen haar eerste wereldbekerwedstrijd. Een maand later wist ze dit te herhalen door de reuzenslalom van Semmering op haar naam te schrijven. Bij de wereldkampioenschappen van 2007 in Åre werd ze op zowel slalom als op de supercombinatie vijfde. Op de reuzenslalom werd ze negende.
Bij de wereldkampioenschappen van 2009 in Val d'Isère won ze de gouden medaille op de supercombinatie en werd ze zesde op de reuzenslalom. In het wereldbekerseizoen 2008-2009 won ze viermaal een wedstrijd wat haar de tweede plek opleverde in de eindrangschikking op de reuzenslalom. In het klassement om de combinatie werd ze derde en in de algemene wereldbeker werd ze vierde.
In het seizoen 2009-2010 eindigde Zettel tweede in de wereldbeker slalom en reuzenslalom. Bij de Olympische Winterspelen van 2010 belandde ze met een vierde plaats op de supercombinatie opnieuw net buiten het podium.

## Resultaten

### Titels
Wereldkampioene supercombinatie - 2009
Oostenrijks kampioene slalom - 2009
Oostenrijks kampioene reuzenslalom - 2009

### Wereldkampioenschappen
| Jaar | Plaats            | Resultaten                                     |
| ---- | ----------------- | ---------------------------------------------- |
| 2005 | Bormio            | 4e Slalom 6e Combinatie                        |
| 2007 | Åre               | 5e Supercombinatie 5e Slalom 9e Reuzenslalom   |
| 2009 | Val-d'Isère       | Supercombinatie · 6e Reuzenslalom · DNF Slalom |
| 2011 | Garmisch-P.       | Slalom · 12e Reuzenslalom                      |
| 2013 | Schladming        | 4e Reuzenslalom 5e Supercombinatie 10e Slalom  |
| 2015 | Vail/Beaver Creek | 5e Slalom 6e Combinatie 7e Reuzenslalom        |

### Olympische Spelen
| Jaar | Plaats    | Resultaten                               |
| ---- | --------- | ---------------------------------------- |
| 2006 | Sestriere | 4e Combinatie 7e Reuzenslalom DSQ Slalom |
| 2010 | Vancouver | 4e Combinatie 5e Reuzenslalom 13e Slalom |
| 2014 | Sotsji    | Slalom · 19e Reuzenslalom                |

### Wereldbeker

#### Eindklasseringen
| Seizoen   | Algm | AD  | SL     | RS     | SG  | SC    |
| --------- | ---- | --- | ------ | ------ | --- | ----- |
| 2004/2005 | 36e  | -   | 23e    | 18e    | -   | -     |
| 2005/2006 | 7e   | 49e | 4e     | 6e     | 30e | 6e    |
| 2006/2007 | 11e  | -   | 8e     | 7e     | 31e | 11e   |
| 2007/2008 | 13e  | -   | 9e     | 6e     | 23e | 11e   |
| 2008/2009 | 4e   | -   | 6e     | Zilver | 23e | Brons |
| 2009/2010 | 5e   | -   | Zilver | Zilver | 37e | 14e   |
| 2010/2011 | 13e  | -   | 6e     | 10e    | -   | -     |
| 2011/2012 | 12e  | -   | 5e     | 19e    | 44e | 5e    |
| 2012/2013 | 7e   | -   | 8e     | 5e     | -   | 8e    |
| 2013/2014 | 14e  | -   | 11e    | 5e     | -   | -     |
| 2014/2015 | 7e   | -   | 5e     | 8e     | -   | Brons |

#### Wereldbekerzeges
| Datum            | Plaats            | Onderdeel    |
| ---------------- | ----------------- | ------------ |
| 25 november 2006 | Aspen             | Reuzenslalom |
| 28 december 2006 | Semmering         | Reuzenslalom |
| 25 oktober 2008  | Sölden            | Reuzenslalom |
| 28 december 2008 | Semmering         | Reuzenslalom |
| 25 januari 2009  | Cortina d'Ampezzo | Reuzenslalom |
| 6 maart 2009     | Ofterschwang      | Reuzenslalom |
| 16 januari 2010  | Maribor           | Reuzenslalom |
| 17 januari 2010  | Maribor           | Slalom       |
| 25 november 2012 | Aspen             | Slalom       |